# Diaconisia ochraceorufa
Diaconisia ochraceorufa là một loài bướm đêm thuộc phân họ Arctiinae, họ Erebidae.